# Лачезар Ненов
Лачезар Ненов (болг. Lachezar Nenov) — болгарський каратист, 6 дан у Міжнародній асоціації японського карате-до (IJKA), голова секції Asai Ryu технічного комітету Shotokan Karate-Do of United Nations (SKDUN), директор SKDUN у Болгарії, головний інструктор Болгарської федерації Shotokan Karate-Do (BFSK–IJKA) та організатор низки міжнародних семінарів і чемпіонатів у Болгарії й за кордоном.

## Життєпис
Лъчезар Ненов народився в Болгарії, точна дата народження у відкритих джерелах не зазначена.

## Освіта і рання кар'єра
1994 року завершив навчання в Національній спортивній академії ім. Василя Левського у Софії зі ступенем магістра фізичної культури та спорту й кваліфікацією «Тренер з карате-до».   
Упродовж 1995–2000 років тренувався під керівництвом сенсея Садашіге Като, освоїв понад 30 форм Asai Ryu.

## Кар’єра в карате

### Початковий період
- 1989–1994: стажувався та викладав у клубі «Іпон» при Вищому інституті фізичної культури.[6]
- 1992–1994: інструктор карате в Центрі роботи з дітьми Міністерства освіти Болгарії.[7]
- 1994–1998: провідний інструктор Центральної армійської спортивної школи (CSKA) Міністерства оборони Болгарії.[8]

### Організаційна діяльність
- 1996–2004: технічний директор JKA Bulgaria (BFSK).[9]
- 1998: відкрив додзьо Shiseikan, ставши його президентом і головним інструктором.[10]
- 2004: почав організовувати щорічний міжнародний кубок «Shiseikan Shoto Cup» і представляти Болгарію на чемпіонатах SKDUN.[11]
- 2005: заснував Болгарську федерацію Karate Do – IJKA Bulgaria (головний інструктор, віцепрезидент) та організував чемпіонат Європи IJKA у Софії.[12]
- 2006: провів перший національний чемпіонат Shotokan у Болгарії.[13]
- 2008–2019: голова Молодіжного технічного комітету SKDUN; з 2011 — член Міжнародного правління SKDUN.[14]
- 2013, 2016: організував чемпіонати світу IJKA й SKDUN у Бургасі.[15]

## Семінари та міжнародні заходи
- Липень 2019: провів семінар у Портчестері та Борнмуті (Англія) за запрошенням сенсея Мервіна О’Доннела, участь понад 80 учасників.[16]
- Квітень 2024: семінар і іспити в Пазарджику (Болгарія) на спортивній арені «Ivan Simeonov».[17]

## Звання і ліцензії
- 6 дан IJKA.[18]
- Магістр фізичної культури та спорту, тренер із карате-до.[19]
- Міжнародний інструктор і екзаменатор IJKA (до 3 дану).[20]
- Рефері класу А IJKA і SKDUN (ката та кімете).[21]

## Стиль і методика
Практикує традиційний шотокан із глибоким вивченням Asai Ryu під керівництвом Тецухіко Асай, освоїв понад 30 Asai-форм.

## Особисте життя
Інформація про родину та приватне життя Ненова у відкритих джерелах відсутня.